# Boston Marriage
Boston Marriage è un'opera teatrale del drammaturgo statunitense David Mamet, rappresentata per la prima volta all'American Repertory Theatre di Cambridge nel 1999.
Il titolo prende il nome dall'espressione "matrimonio bostoniano", eufemismo utilizzato tra XIX e XX secolo per riferirsi a una relazione tra due donne ‒ spesso con risvolti sentimentali ‒ che non necessitavano del sostegno economico di un uomo.

## Trama
Nella Boston di fine ottocento, Anna e Claire conversano nel salotto della prima e Claire racconta all'amica del suo nuovo amore. Pur preferendo la compagnia delle donne, Anna è l'amante di un gentiluomo benestante e governa con il pugno di ferro la cameriera, Catherine, tiranneggiandola fino alle lacrime. Il nuovo amore di Claire è una giovanissima donna da cui Anna mette in guardia l'amica, ma Claire la ignora e vuole che l'altra donna l'aiuti a sedurla. Scoppia uno scandalo quando si scopre che l'amante di Anna le ha donato un meraviglioso smeraldo che in realtà appartiene alla madre dell'innamorata di Claire: le due donne scoprono quindi l'intreccio familiare dei rispettivi amanti ed Anna usa la situazione a suo beneficio per ottenere l'indiscussa lealtà di Claire.

## Produzioni
Il dramma debuttò all'American Repertory Theater (ART) di Cambridge il 4 giugno 1999, con la regia dello stesso Mamet e Rebecca Pidgeon (Claire), Felicity Huffman (Anna) e Mary McCann (Catherine) nel cast.
Nel 2001 Phyllida Lloyd diresse la prima londinese della pièce, andata in scena alla Donmar Warehouse dal 28 novembre al 16 febbraio 2002. Il cast era composto da: Zoë Wanamaker (Anna), Anna Chancellor (Claire) e Lyndsey Marshal (Catherine). L'opera fu un grande successo e fu trasferita all'Ambassador Theatre del West End; Boston Marriage fu candidato al Laurence Olivier Award alla migliore commedia, mentre Wanamaker e Mashal furono rispettivamente candidata al Laurence Olivier Award alla miglior attrice e al Laurence Olivier Award alla miglior attrice non protagonista.
Nel 2002 la pièce andò in scena a New York, al Public Theater dell'Off Broadway, dal 5 novembre al 22 dicembre. Il cast annoverava Kate Burton (Anna), Martha Plimpton (Claire) ed Arden Myrin (Catherine) e la produzione era diretta da Karen Kohlhaas. Nello stesso 2002 Boston Marriage debuttava in Italia, prodotto da Luca Barbareschi e diretto da Franco Però, con un cast composto da Veronica Pivetti (Anna), Chiara Valentina Sperlì (Claire) e Caterina Marcella Formenti (Catherine). Nel 2007 Tommaso Pitta ha diretto una nuova produzione italiana, andata in scena al Teatro Libero di Milano con Monica Faggiani, Giovanna Rossi e Margherita Giacobbi. Nella stagione 2014-2015 la pièce è andata in tournée in Italia con la regia di Gabriele Tesauri e nel cast Valeria Barreca, Eva Martucci e Carolina Migli Bateson.
Altre produzioni sono state allestite in Perù (2007), Irlanda e Australia (2010).